# Noord-Korea op de Olympische Zomerspelen 2016

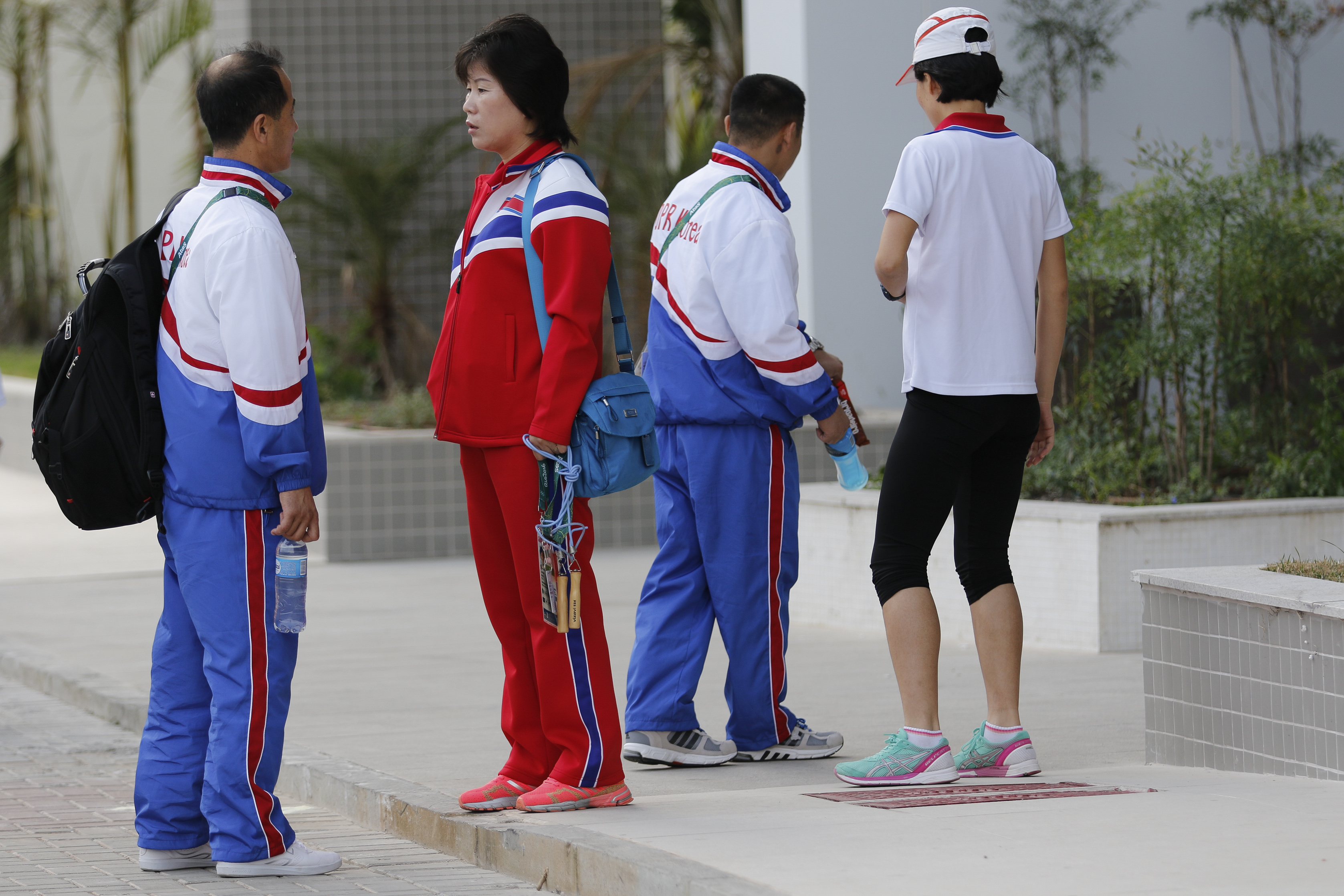
Noord-Koreanen in het olympisch dorp

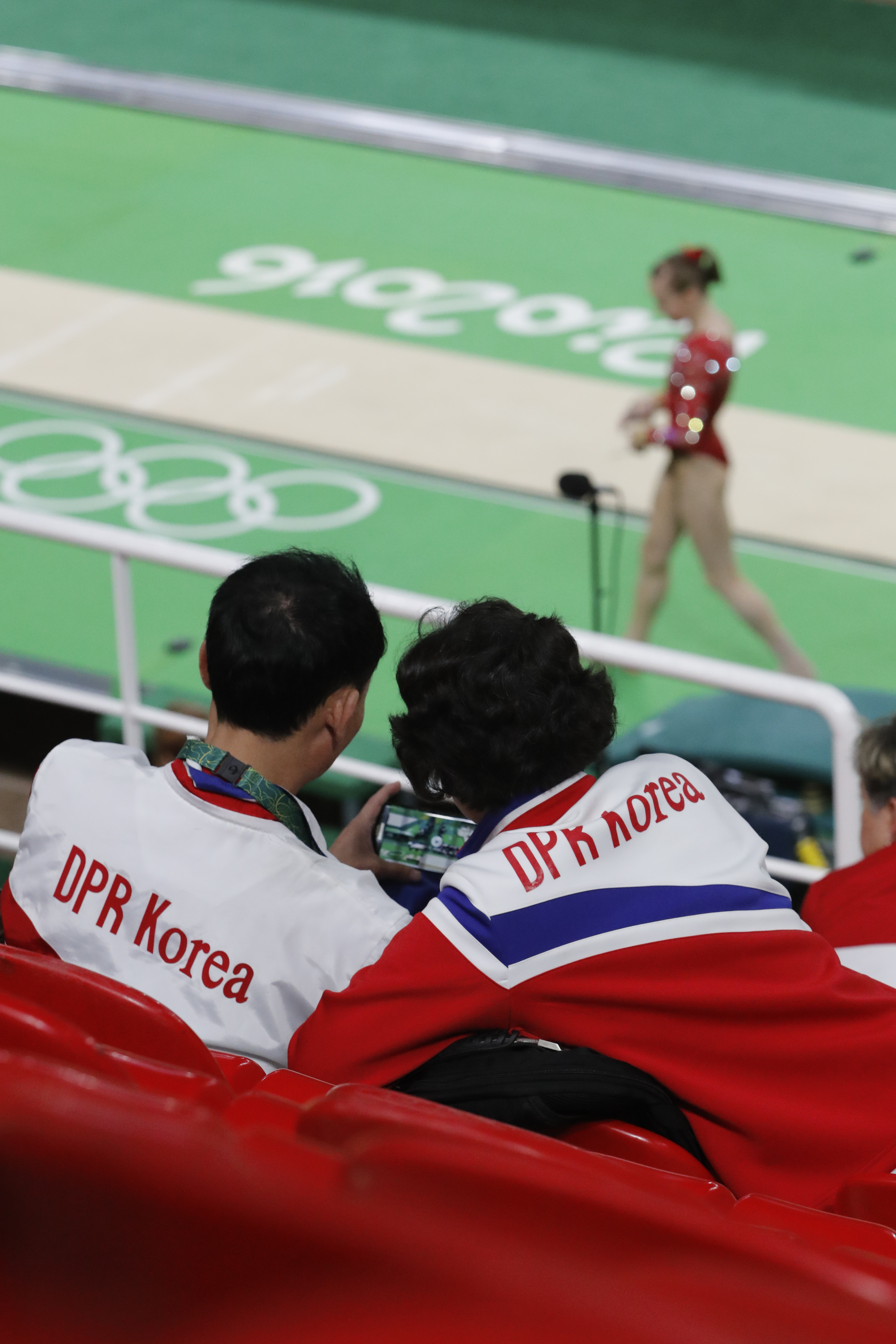
Noord-Koreanen bij de turnwedstrijden

Noord-Korea nam deel aan de Olympische Zomerspelen 2016 in Rio de Janeiro, Brazilië. De selectie bestond uit 35 atleten, actief in negen verschillende sporten. Twee van de vier olympisch kampioenen van 2012 behoorden ook tot de equipe, gewichtheffers Om Yun-chol en Rim Jong-sim. Noord-Korea won zeven medailles, waarvan tweemaal goud. Niet eerder won Noord-Korea zo veel medailles. De olympische ploeg voldeed hiermee echter niet aan de vooraf door Kim Jong-un gestelde eisen van vijfmaal goud.
Gymnast Ri Se-gwang, tweevoudig wereldkampioen, werd de eerste mannelijke gymnast van Noord-Korea die olympisch goud won.

## Medailleoverzicht
| Sport         | Olympiër      | Discipline      | Medaille |
| ------------- | ------------- | --------------- | -------- |
| Gewichtheffen | Rim Jong-sim  | –75kg (v)       | Goud     |
| Gymnastiek    | Ri Se-gwang   | sprong (m)      | Goud     |
| Gewichtheffen | Om Yun-chol   | –56kg (m)       | Zilver   |
| Gewichtheffen | Choe Hyo-sim  | –63kg (v)       | Zilver   |
| Gewichtheffen | Kim Kuk-hyang | +75kg (v)       | Zilver   |
| Schietsport   | Kim Song-guk  | 50m pistool (m) | Brons    |
| Tafeltennis   | Kim Song-i    | enkelspel (v)   | Brons    |

## Deelnemers en resultaten
(m) = mannen, (v) = vrouwen 

### Atletiek
| Olympiër      | Discipline   | Resultaat | Prestatie |
| ------------- | ------------ | --------- | --------- |
| Pak Chol      | marathon (m) | 27e       | 2:15.27   |
|               |              |           |           |
| Kim Hye-gyong | marathon (v) | 11e       |           |
| Kim Hye-song  | marathon (v) | 10e       |           |
| Kim Kum-ok    | marathon (v) | 49e       |           |

### Boogschieten
| Olympiër   | Discipline      | Resultaat | Prestatie |
| ---------- | --------------- | --------- | --- |
| Kang Un-ju | individueel (v) | 9e        | plaatsingsronde: 15de met 643 punten 1ste ronde: W van BRA Nikitin: 6–0 2de ronde: W van SWE Bjerendal: 2–6 3de ronde: V van KOR Chang: 2-6 |

### Gewichtheffen
| Om Yun-chol     | –56kg (m) | Zilver | trekken: 2de met 134kg stoten: 2de met 169kg totaal: 303kg   |  |  |
| Kim Myong-hyok  | –69kg (m) | DNF    | trekken: 3de met 157kg stoten: NM                            |  |  |
| Kwon Yong-gwang | –69kg (m) | 14e    | trekken: 16de met 137kg stoten: 11de met 176kg totaal: 313kg |  |  |
| Choe Jon-wi VO  | –77kg (m) | 8e     | trekken: 8ste met 153kg stoten: 8ste met 190kg totaal: 343kg |  |  |
|                 |           |        |                                                              |  |  |
| Choe Hyo-sim    | –63kg (v) | Zilver | trekken: 3de met 105kg stoten: 2de met 143kg totaal: 248kg   |  |  |
| Rim Jong-sim    | –75kg (v) | Goud   | trekken: 1ste met 121kg stoten: 1ste met 153kg totaal: 274kg |  |  |
| Kim Kuk-hyang   | +75kg (v) | Zilver | trekken: 1ste met 131kg stoten: 2de met 175kg totaal: 306kg  |  |  |

### Gymnastiek
| Olympiër     | Discipline | Resultaat | Prestatie                                                           |
| ------------ | ---------- | --------- | ------------------------------------------------------------------- |
| Ri Se-gwang  | sprong (m) | Goud      | kwalificatie: 1ste met 15,433 punten finale: 1ste met 15,691 punten |
|              |            |           |                                                                     |
| Hong Un-jong | sprong (v) | 6e        | kwalificatie: 2de met 15,683 punten finale: 6de met 14,900 punten   |
| Hong Un-jong | vloer (v)  | 71e       | kwalificatie: 71ste met 12,533 punten                               |

### Judo
| Olympiër      | Discipline | Resultaat | Prestatie                                             |
| ------------- | ---------- | --------- | ----------------------------------------------------- |
| Hong Kuk-hyon | –73kg (m)  | 33e       | 1ste ronde: V van FRA Duprat: ippon                   |
|               |            |           |                                                       |
| Kim Sol-mi    | –48kg (v)  | 17e       | 1ste ronde: V van RUS Dolgova: waza-ari               |
| Sol Kyong     | –78kg (v)  | 9e        | 1ste ronde: vrij 2de ronde: V van FRA Tcheuméo: ippon |

### Schietsport
| Olympiër     | Discipline           | Resultaat | Prestatie                                                                         |
| ------------ | -------------------- | --------- | --------------------------------------------------------------------------------- |
| Kim Jong-su  | 50m pistool (m)      | 24e       | kwalificatie: 24ste met 548 punten (89-89-91-94-93-92)                            |
| Kim Song-guk | 50m pistool (m)      | Brons     | kwalificatie: 5de met 557 punten (91-92-94-92-94-94) finale: 3de met 172,8 punten |
| Kim Jong-su  | 10m luchtpistool (m) | 27e       | kwalificatie: 27ste met 575 punten (95-95-95-96-96-98)                            |
| Kim Song-guk | 10m luchtpistool (m) | 17e       | kwalificatie: 17de met 577 punten (98-95-97-95-97-95)                             |
|              |                      |           |                                                                                   |
| Jo Yong-suk  | 25m pistool (v)      | 7e        | kwalificatie: 6de met 582 punten (289-293) halve finale: 7de met 12 punten        |
| Jo Yong-suk  | 10m luchtpistool (v) | 12e       | kwalificatie: 12de met 381 punten (95-96-96-94)                                   |
| Pak Yong-hui | trap (v)             | 12e       | kwalificatie: 12de met 65 punten (23-20-22)                                       |

### Schoonspringen
| Olympiër                 | Discipline              | Resultaat | Prestatie                                                                                           |
| ------------------------ | ----------------------- | --------- | --------------------------------------------------------------------------------------------------- |
| Kim Kuk-hyang            | 10m toren (v)           | 25e       | voorronde: 25ste met 263,20 punten                                                                  |
| Kim Un-hyang             | 10m toren (v)           | 7e        | voorronde: 18de met 289,45 punten halve finale: 5de met 343,70 punten finale: 7de met 357,90 punten |
| Kim Kuk-hyang Kim Mi-rae | 10m toren synchroon (v) | 4e        | 322,44 punten                                                                                       |

### Tafeltennis
| Olympiër                            | Discipline    | Resultaat | Prestatie |
| ----------------------------------- | ------------- | --------- | --- |
| Kim Song-i                          | enkelspel (v) | Brons     | voorronde: vrij 1ste ronde: vrij 2de ronde: W van POL Grzybowska-Franc: 4-0 (10–12, 11–6, 14–12, 8–11, 11–4, 14–12) 3de ronde: W van JPN Ishikawa: 4-3 (7–11, 7–11, 11–9, 11–9, 9–11, 11–9, 11–8) 4de ronde: W van TPE Chen: 4-2 (11–2, 11–6, 10–12, 8–11, 11–9, 11–9) kwartfinale: W van SIN Yu: 4-2 (11–8, 6–11, 11–5, 11–6, 9–11, 11–6) halve finale: V van CHN Ding: 1-4 (5–11, 11–9, 6–11, 3–11, 9–11) bronzen finale: W van JPN Fukuihara: 4-1(11–7, 11–7, 11–5, 12–14, 11–5) |
| Ri Myong-sun                        | enkelspel (v) | 9e        | voorronde: vrij 1ste ronde: vrij 2de ronde: W van HUN Lovas: 4-1 (11–9, 11–2, 7–11, 11–4, 12–10) 3de ronde: W van GER Solja: 4-0 (11–5, 11–7, 11–6, 11–6) 4de ronde: V van JPN Fukuhara: 0-4 (5–11, 10–12, 1–11, 7–11) |
| Kim Song-i Ri Mi-gyong Ri Myong-sun | team (v)      | 5e        | 1ste ronde: W van Australië: 3-0 kwartfinale: V van China: 0-3 |

### Worstelen
| Olympiër        | Discipline  | Resultaat   | Prestatie |
| Vrije stijl     | Vrije stijl | Vrije stijl | Vrije stijl |
| --------------- | ----------- | ----------- | --- |
| Yang Kyong-il   | –57kg (m)   | 8e          | voorronde: V van JPN Higuchi: 2–12 herkansingen: W van BLR Latsjinau: 6–2 herkansingen 2: V van CUB Bonne: 1–11                            |
|                 |             |             | |
| Kim Hyon-gyong  | –48kg (v)   | 13e         | voorronde: V van RUS Dadasjeva: 1–3 |
| Jong Myong-suk  | –53kg (v)   | 7e          | voorronde: W van CAN Gallays: 11–0 1ste ronde: W van TUR Gün: 10–0 kwartfinale: V van USA Maroulis: 4–7 herkansingen: V van CHN Zhong: 1–3 |
| Grieks-Romeins  |             |             | |
| Yun Won-chol VS | –59kg -(m)  | 10e         | voorronde: vrij 1ste ronde: W van EGY Mahmoud: 8–3 kwartfinale: V van UZB Tasmoeradov: 0–9                                                 |